# Felice Napoleone Canevaro
Pour les articles homonymes, voir Canevaro.
Felice Napoleone Canevero (né le 7 juillet 1838 à Lima, au Pérou et mort le 30 décembre 1926 à Venise, dans le royaume d'Italie) est un amiral et un homme politique italien

## Biographie
Né à Lima au Pérou d'une famille ligurienne originaire de Zoagli, ses parents étaient Giuseppe et Francesca Valega. En 1852, il est admis à l'École royale navale de Gênes, qu'il quitte en 1855 comme enseigne de vaisseau de 2e classe (guardiamarina di 2ª classe). En 1859, avec le grade de sous-lieutenant de vaisseau (Sottotenente di vascello), il participe sur le Beroldo et le Des Geneys aux manœuvres de la marine sarde en Adriatique pendant la deuxième guerre d'indépendance.
En 1860, après être arrivé à Palerme à bord de la frégate Maria Adelaide, navire amiral de l'escadre sarde, alors que les hommes de Garibaldi tentaient d'organiser leur propre marine, il démissionne de la marine sarde pour s'engager dans la marine de Garibaldi et à bord du navire à vapeur Tükory, dans la nuit du 13 août, il se distingue dans la tentative d'abordage du vapeur bourbonien Monarca, ancré dans le port de Castellammare di Stabia, ce qui lui vaut la médaille d'argent de la valeur militaire.
À l'automne suivant, il est réintégré dans la marine sarde et, de décembre 1860 à mars 1861, il embarque sur la frégate Carlo Alberto. Il participe au siège de Gaète et de Messine en effectuant des tirs répétés à courte distance de la côte, ce qui lui vaut la décoration de chevalier de l'ordre militaire de Savoie.
Promu lieutenant de vaisseau (luogotenente di vascello) en 1863, il accomplit en 1865-66 une longue campagne transatlantique à bord de la frégate Principe Umberto, sous le commandement du capitaine Guglielmo Acton, le long des côtes de l'Amérique du Sud, par le détroit de Magellan et les côtes chiliennes du Pacifique. De retour en Italie, il est affecté à la frégate blindée Re di Portogallo, commandée par le capitaine Augusto Riboty, et participe à la troisième guerre d'indépendance en 1866, au cours de laquelle l'unité est engagée dans des opérations contre les forts de Lissa, ainsi que dans la bataille du 20 juillet avec la flotte autrichienne. Le Re di Portogallo était le navire amiral de la 3e division. En particulier, le Re di Portogallo a mené l'attaque de la 3e division sur Porto San Giorgio le 18 juillet, tandis que pendant la bataille du 20 juillet, il a d'abord ouvert le feu sur le vapeur austro-hongrois Erzherzog Friedrich, marquant un coup sous la ligne de flottaison qui a ouvert une brèche et forcé l'eau à entrer dans  le navire, En raison de la grande quantité d'eau dans la ligne de flottaison (plus que les pompes ne pouvaient expulser), le navire ennemi s'est retiré en direction de Lissa, puis, tout en poursuivant l'unité endommagée, il a repéré la canonnière austro-hongroise Kaiser, gravement endommagée par une bordée du torpilleur Affondatore, qui s'approchait pour défendre le vapeur, et a manœuvré pour l'éperonner,; le navire adverse réagit en contrant et en dirigeant sa proue contre le Re di Portogallo, ce qui conduit les deux unités à se heurter violemment proue contre proue. Dans la collision, le Kaiser a eu le pire, se retrouvant dans un incendie à bord, sa proue et son beaupré détruits, et sa figure de proue, une statue en bois du Kaiser Franz Joseph, a été coincée dans la coque du Re di Portogallo et est devenue un trophée de guerre. Le navire italien a effectivement battu le navire autrichien avec son artillerie à bout portant, causant des morts et des blessés parmi l'équipage et la perte du mât de misaine, qui s'est écrasé dans la cheminée, mais le navire italien, qui manœuvrait en marche arrière afin de faire un autre éperonnage, n'a pas pu reprendre l'attaque, La fumée obscurcissait l'unité austro-hongroise, également parce que sur le roi du Portugal, on avait l'impression que le Kaiser pouvait aussi être coulé,. Au cours de ces actions, le lieutenant Canevaro, qui était chef d'état-major de la 3e division, a reçu une deuxième médaille d'argent pour sa valeur militaire. Pendant la suite de la bataille, le roi du Portugal est encerclé par quatre navires ennemis, mais grâce à l'habileté du commandant Riboty, il parvient à s'en sortir, bien qu'il ait subi de graves dommages au cours des durs combats. L'issue de la bataille de Lissa est finalement désastreuse pour la flotte italienne. Le Re di Portogallo, parmi les navires italiens les plus impliqués dans la bataille, fait également partie de ceux qui ont subi de graves dommages, perdant les ancres, certains canots de sauvetage et ayant 18 mètres de blindage arrachés. La plupart de ces dommages ont été subis lors de la rencontre avec le Kaiser. Pour sa conduite pendant les opérations contre Lissa et la bataille, le commandant Riboty a reçu la médaille d'or de la valeur militaire.
Promu capitaine de frégate (Capitano di fregata) en 1869, il est attaché naval à la légation italienne à Londres de mars 1874 à août 1876. De janvier 1877 à mars 1879, aux commandes du croiseur Cristoforo Colombo, il effectue un long voyage pour faire le tour du monde. Après avoir traversé le canal de Suez, le navire longe l'Asie, touche des ports en Chine et en Indonésie, où il récupère le corps de Nino Bixio, mort du choléra à Banda Aceh en 1873, puis poursuit sa route vers le Japon, la Russie, la Sibérie, l'Australie et les Amériques. Après avoir traversé le détroit de Magellan dans l'Atlantique, il remonte l'Amérique du Sud jusqu'aux Antilles, avant de revenir en Italie.
Promu capitaine de vaisseau (capitano di vascello), il a occupé des postes importants, notamment celui de chef d'état-major du 3e département maritime de Venise, de commandant en second de l'Académie navale et de commandant du cuirassé Italia. En 1884, il se trouve à La Spezia pendant l'épidémie de choléra. Il fait honneur à la santé publique pour son action humanitaire active, qui lui vaut une médaille d'argent pour la valeur civile.
Promu contre-amiral (Contrammiraglio) en 1887, il prend le commandement de l'arsenal de Tarente, puis de la 2e division navale de l'escadre permanente. Promu vice-amiral (Viceammiraglio) en 1893, il prend en 1896 le commandement de l'escadre navale.
En février 1897, à l'occasion de la révolte qui éclate sur l'île de Crète, il arrive dans ces eaux à la tête de la 1re division de la 1re escadre, formée par les cuirassés Sicilia, navire-amiral de Canevaro, et Re Umberto, le croiseur protégé Vesuvio'' et le croiseur torpilleur Euridice. Canevaro, qui remplace le contre-amiral Gualterio, qui commandait auparavant la 2e division navale, à la tête de l'escadre navale italienne et, en raison de son ancienneté dans le grade, assume le commandement du Conseil des amiraux.
Il est ministre de la Marine du royaume d'Italie dans le gouvernement Starrabba V et ministre des Affaires étrangères dans le gouvernement Pelloux I, au cours duquel, à l'occasion de la conférence internationale anti-anarchiste tenue à Rome en 1899, il se bat pour la réintroduction de la peine de mort. Sa mission en Chine avec le diplomate Renato De Martino se solde par un grave échec.
Exclu du nouveau ministère Pelloux, Canevaro revient dans les rangs de la marine et commande le 3e département maritime (16 juillet 1900 - 16 janvier 1902) et préside le Conseil supérieur de la marine (16 janvier 1902 - 6 juillet 1903).
Après la bataille de Caporetto en 1917, il a été vice-président de la commission d'enquête présidée par le général Carlo Caneva nommé par le Premier ministre Vittorio Emanuele Orlando le 12 janvier 1918 pour enquêter sur les causes et les responsabilités de la défaite de Caporetto. La commission d'enquête sur la retraite de l'Isonzo au Piave était composée de cinq autres membres en plus de lui : le général Ottavio Ragni, l'avocat général militaire Donato Antonio Tommasi, le sénateur Paolo Emilio Bensa et les députés Alessandro Stoppato et Orazio Raimondo. Les pouvoirs de la commission étaient étendus et son travail était minutieux et précis, bien qu'il ne soit pas à l'abri des critiques. En fait, il semble maintenant établi (sur la base du témoignage du sénateur Giuseppe Paratore, alors très proche du Premier ministre) que c'est une intervention d'Orlando (poussée à son tour par Armando Diaz) qui a incité la commission à négliger les responsabilités de Pietro Badoglio, afin d'éviter une crise au sein du commandement suprême au moment du plus grand danger.
Pour des raisons d'âge, il devient alors auxiliaire et prend sa retraite : à ce titre, il est promu vice-amiral d'armée  (Viceammiraglio d'armata) le 1er décembre 1923.
Il décède à Venise le 30 décembre 1926.

### Promotions militaires
- Enseigne de vaisseau (Guardiamarina) (royaume de Sardaigne) : 19 juillet 1855
- Sous-lieutenant de vaisseau (Sottotenente di vascello) (royaume de Sardaigne) : 17 mai 1859
- Lieutenant de vaisseau (Tenente di vascello) (royaume de Sardaigne) : 6 septembre 1863
- Capitaine de frégate (Capitano di fregata) : 28 janvier 1869
- Capitaine de vaisseau (Capitano di vascello) : 17 mars 1878
- Contre-amiral (Contrammiraglio) : 20 septembre 1887
- Vice-amiral (Viceammiraglio) : 22 juin 1893-6 août 1911, date de la retraite
- Vice-amiral d'Armée (Viceammiraglio d'armata) : 23 décembre 1923

### Postes et titres
- Commandant en second de l'Académie navale (16 septembre 1881-28 juin 1882)
- Chef d'état-major de l'escadrille permanente (19 octobre-16 décembre 1886)
- Directeur général de l'Arsenal [de Tarente] (13 novembre 1887-22 novembre 1888) (26 octobre 1890-12 janvier 1893)
- Membre du Conseil supérieur de la marine (21 janvier 1893-22 septembre 1894)
- Président du Conseil supérieur de la marine (5 janvier 1902-2 juillet 1903)
- Juge suppléant à la Cour suprême de la guerre et de la marine (6 février 1896)
- Président de la Ligue navale (23 mars 1906-31 mai 1909)
- Membre de la commission d'enquête sur les événements militaires qui ont conduit à la retraite sur le Piave (12 janvier 1918)
- Membre de la Société italienne de géographie (1867)
- Membre du Comité national pour l'histoire du Risorgimento

### Commissions sénatoriales
- Membre de la commission des finances (19 juin 1900-12 mai 1903. Démission)
- Membre de la commission d'examen des projets de loi "Prolongation de la commission d'enquête sur la marine", "Prolongation des délais de commutation des bénéfices fonciers perpétuels", "Mesures destinées à faciliter les prêts fonciers" (18 décembre 1905).
- Membre de la commission pour l'examen du projet de loi "Conferimento al Governo del Re di poteri straordinari in caso di guerra" (Attribution au Gouvernement du roi de pouvoirs extraordinaires en cas de guerre) (21 mai 1915)
- Commissaire de surveillance du Fonds d'émigration (13 mars-27 avril 1907. Démission)

## Distinctions

### Décorations italiennes
- Chevalier grand-croix décoré du grand cordon de l'ordre des Saints-Maurice-et-Lazare
- Chevalier grand-croix décoré du grand cordon de l'ordre de la Couronne d'Italie
- Commandeur de l'ordre militaire de Savoie
- Médaille d'argent de la valeur militaire (2 fois)
- Médaille de la Mauricie
- Médaille commémorative des campagnes des guerres d'indépendance (3 barrettes)
- Médaille commémorative de l'Unité italienne
- Médaille d'argent de la valeur civile

### Décorations étrangères
- Commandeur de l'ordre d'Isabelle la Catholique (Espagne)
- Commandeur de l'ordre de l'Immaculée Conception de Vila Viçosa (Portugal)
- Médaille commémorative de la campagne d'Italie (1859) (Empire français)

## Source
- (it) Cet article est partiellement ou en totalité issu de l’article de Wikipédia en italien intitulé « Felice Napoleone Canevaro » (voir la liste des auteurs).